# Аксиома А
Аксиома A — условие на динамическую систему: неблуждающее множество гиперболично, а периодические точки в нём плотны. Предложена Стивеном Смейлом в 1967 году.
Описывает класс динамических систем, сохраняющих структуру при малых возмущениях, более широкий, чем системы Морса — Смейла, в которых число периодических точек конечно и выполнено «сильное условие трансверсальности» — чтобы все соответствующие устойчивые и неустойчивые многообразия имели только трансверсальные пересечения. Классический пример динамической системы, удовлетворяющей аксиоме A, но не являющейся системой Морса — Смейла — подкова Смейла с бесконечным числом периодических точек и положительной топологической энтропией. В дальнейшем установлено, что объединение аксиомы A с сильным условием трансверсальности необходимо и достаточно для структурной устойчивости системы.
Всякий диффеоморфизм Аносова {\displaystyle f\colon M\to M} удовлетворяет аксиоме A, в этом случае, всё многообразие {\displaystyle M} гиперболично; вопрос о том, гиперболично ли множество блуждающих точек {\displaystyle \Omega (f)}, открыт.